# Bedlington
Bedlington è un paese di 18 470 abitanti della contea del Northumberland, in Inghilterra.

## Amministrazione

### Gemellaggi
- Schalksmühle, Germania